# Chadschimurad Saigidmagomedowitsch Magomedow

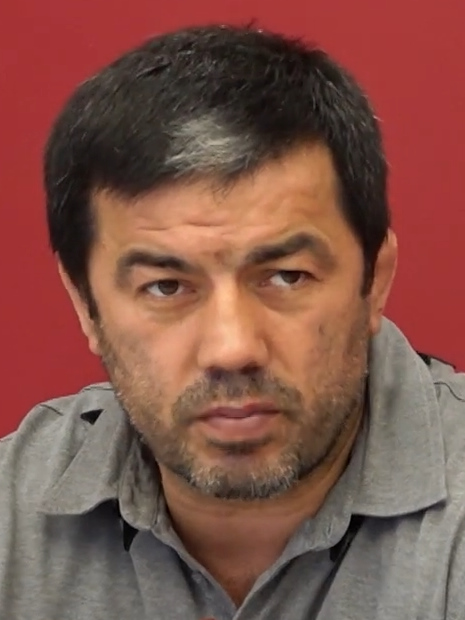
Chadschimurad Saigidmagomedowitsch Magomedow

Chadschimurad Saigidmagomedowitsch Magomedow (russisch Хаджимурад Сайгидмагомедович Магомедов, wiss. Transliteration Chadžimurad Sajgidmagomedovič Magomedov; * 24. Februar 1974 in Machatschkala, Dagestanische ASSR) ist ein russischer Ringer. Er wurde 1996 in Atlanta Olympiasieger im freien Stil im Mittelgewicht.

## Werdegang
Chadschimurad Magomedow begann als Jugendlicher im Jahre 1985 in Machatschkala mit dem Ringen. Er war zunächst Mitglied des Sportclubs Spartak, dann von Rossija Machatschkala und schließlich von SKA (Armee-Sportklub) Machatschkala. Der Trainer, der ihn hauptsächlich betreute war Tscheralen Nussujew. Er rang ausschließlich im freien Stil und während seiner ganzen Laufbahn im Mittelgewicht, wobei er bei einer Größe von 1,78 Metern ca. 90 kg wog und zu den Wettkämpfen die erforderlichen Kilos abtrainierte.
Bei der ungemein harten Konkurrenz in Russland gelang es ihm, sich im Jahre 1996 an die Spitze der Mittelgewichtler zu kämpfen. Seine härtesten Rivalen waren dabei Ruslan Katinowasow und Rustam Keleksajew. In diesem Jahre wurde er erstmals bei einer internationalen Meisterschaft, der Europameisterschaft in Budapest eingesetzt. Er verlor dort nur gegen Mogamed Ibragimov aus Aserbaidschan und belegte gleich einen hervorragenden 3. Platz. Wie gut er in seiner Jugend ausgebildet worden ist, zeigte er dann bei seinem nächsten internationalen Start, den Olympischen Spielen 1996 in Atlanta. Er siegte dort über Alioune Diouf, Senegal, Wilson Ariel Ramos aus Kuba, Amir Reza Khadem Azghadi aus dem Iran und Yang Hyung-mo aus Südkorea und wurde damit Olympiasieger.
1997 wurde er in Warschau auch Europameister, wobei er u. a. gegen André Backhaus aus Deutschland und David Bichinaschwili aus der Ukraine, der später für Deutschland an den Start ging, siegte und sich im Finale gegen Nicolae Ghiță aus Rumänien durchsetzte. Bei der Weltmeisterschaft 1997 in Krasnojarsk gelangen ihm Siege über Ali Reza Keser aus der Türkei, Yang Hyung-Mo u. Soslan Frajew, dem Europameister von 1994. Dann verlor er gegen den US-Amerikaner Leslie Gutches knapp nach Punkten (2:3 techn. Punkte). Mit einem weiteren Sieg über Mogamed Ibragimov erkämpfte er sich die Chance gegen Alireza Heidari aus dem Iran um die Bronzemedaille zu kämpfen. Diesen Kampf verlor er aber mit 1:5 techn. Punkten und kam damit nur auf den 4. Platz.
1998 pausierte er bei der Europameisterschaft, war aber bei der Weltmeisterschaft in Teheran wieder am Start. Dort siegte er über Hans Gstöttner aus Deutschland knapp mit 2:1 techn. Punkten und besiegte in der Revanche auch den Weltmeister von 1997 Leslie Gutches (1:0 techn. Punkte). In seinem vierten Kampf verlor er aber gegen Mogamed Ibragimov und konnte sich mit einem Sieg über Magomed Kuruglijew aus Kasachstan nur mehr die Möglichkeit zu einem Kampf um die Bronzemedaille gegen Yoel Romero aus Kuba eröffnen. Wie schon ein Jahr zuvor, verlor er erneut und wurde damit wieder nur 4. Sieger.
1999 gelangen ihm bei der Weltmeisterschaft in Ankara Siege über seine alten Konkurrenten David Bichinaschwili, Yang Hyung-mo und Leslie Gutches. Im Finale unterlag er aber wieder gegen Yoel Romero und wurde damit Vize-Weltmeister.
Im Olympiajahr 2000 wurde er bei der russischen Meisterschaft und beim "Iwan-Yarigin"-Turnier in Krasnojarsk jeweils von Adam Saitijew geschlagen. Damit hatte er in diesem Jahr keine Chance bei der Europameisterschaft und bei den Olympischen Spielen eingesetzt zu werden. Im Jahre 2001 vertrat er aber den verletzten Adam Saitijew, der 2000 Olympiasieger geworden war, sehr erfolgreich bei der Weltmeisterschaft in Sofia, denn er wurde dort in seinem vierten Anlauf endlich Weltmeister. Er besiegte dabei u. a. erneut David Bichinaschwili, den Titelverteidiger von 1999 Yoel Romero und im Finale den US-Amerikaner Brandon Eggum.
Im Jahre 2002 musste er sich bei den wichtigen nationalen Wettkämpfen wieder Adam Saitijew beugen. Im Jahre 2003 gehörte er zum Aufgebot der russischen Mannschaft beim Welt-Cup un Boise/USA. Er bestritt dort aber nur einen Kampf, den er gegen den neuen US-amerikanischen Star Cael Sanderson, der 2004 Olympiasieger wurde, nach Punkten verlor.
Danach trat er zurück und widmete sich seiner Trainerausbildung. Er ist heute (2009) einer der Trainer der russischen Ringer-Nationalmannschaft im freien Stil.

## Internationale Erfolge
| Jahr | Platz | Wettbewerb                         | Gewichtsklasse | |
| 1996 | 3.    | Europameisterschaft in Budapest    | Mittel         | hinter Mogamed Ibragimov, Aserbaidschan, und László Dvorák, Ungarn, vor Plamen Penew, Bulgarien u. Sergei Gabrinjuk, Ukraine |
| 1996 | Gold  | OS in Atlanta                      | Mittel         | mit Siegen über Alioune Diouf, Senegal, Wilson Ariel Ramos, Kuba, Amir Reza Khadem Azghadi, Iran, und Yang Hyung-mo, Südkorea |
| 1997 | 1.    | EM in Warschau                     | Mittel         | mit Siegen über André Backhaus, Deutschland, David Bichinaschwili, Ukraine, Wiktor Serbin, Belarus, und Nicolae Ghiță, Rumänien |
| 1997 | 4.    | WM in Krasnojarsk                  | Mittel         | mit Siegen über Ali Reza Keser, Türkei, Yang Hyung-mo und Soslan Frajew, Usbekistan, einer Niederlage gegen Leslie Gutches, USA, einem Sieg über Mogamed Ibragimov und einer Niederlage gegen Alireza Heidari, Iran                               |
| 1998 | 2.    | Turnier in Clermont-Ferrand        | Mittel         | mit Siegen über Jean-Michel Gobert und Didier Darcier, bde. Frankreich, Feizollah Khani, Iran, und Gandsorigiin Ganchujag, Mongolei, und einer Niederlage gegen Yang Hyun-mo                                                                      |
| 1998 | 2.    | Goodwill-Games in New York         | Mittel         | hinter Leslie Gutches, vor Ali Oezden, Türkei, und Abbas Majid, Iran |
| 1998 | 4.    | WM in Teheran                      | Mittel         | mit Siegen über Hans Gstöttner, Deutschland, Leslie Gutches und Gotcha Tschichradse, Georgien, einer Niederlage gegen Mogamed Ibragimov, Mazedonien, einem Sieg über Magomed Kuruglijew, Kasachstan, und einer Niederlage gegen Yoel Romero, Kuba |
| 1999 | 1.    | CISM-Militär-WM in Zagreb          | Mittel         | vor Athanarios Kydros, Griechenland, und Eldar Assanow, Ukraine |
| 1999 | 2.    | WM in Ankara                       | Mittel         | mit Siegen über Gregory Martinetti, Schweiz, Christos Alexandridis, Griechenland, David Bichinaschwili, Yang Hyung-mo und Leslie Gutches und einer Niederlage gegen Yoel Romero                                                                   |
| 2001 | 4.    | Welt-Cup in Baltimore              | Mittel         | hinter Ahmad Shekofteh, Iran, Aslan Sanakojew, Usbekistan, und Charles Burton, USA |
| 2001 | 1.    | WM in Sofia                        | Mittel         | mit Siegen über Song So-Min, Südkorea, David Bichinaschwili, Arkadij Zopa, Bulgarien, Yoel Romero und Brandon Eggum, USA |
| 2002 | 1.    | Kurt-Angle-Classics in New Orleans | Mittel         | vor Cael Sanderson, USA |

Anm.: alle Wettbewerbe im freien Stil, OS = Olympische Spiele, WM = Weltmeisterschaft, EM = Europameisterschaft, Mittelgewicht, bis 1996 bis 82 kg, von 1997 bis 2001 bis 85 kg und ab 2002 bis 84 kg Körpergewicht